# Iron megye (Michigan)
Iron megye az Amerikai Egyesült Államokban, azon belül Michigan államban található. Megyeszékhelye Crystal Falls, legnagyobb városa Iron River. Lakosainak száma 11 631 fő (2020. április 1.). Iron megye Houghton, Baraga, Marquette, Ontonagon, Dickinson, Gogebic, Florence, Forest és Vilas megyékkel határos.

## Népesség
A megye népességének változása:
| Lakosok száma | 11 809 | 11 758 | 11 571 | 11 516 | 11 348 | 11 631 |
|               | 2010   | 2011   | 2012   | 2013   | 2015   | 2020   |